# Acanthopsyche roomei
Acanthopsyche roomei är en fjärilsart som beskrevs av Jean Bourgogne. Acanthopsyche roomei ingår i släktet Acanthopsyche och familjen säckspinnare. Inga underarter finns listade i Catalogue of Life.